# پالافیس
پالافیس (به اسپانیایی: Palafolls) یک شهرستان در اسپانیا است که در استان بارسلون واقع شده‌است.

## خصوصیات
پالافیس ۱۶٫۴۷ کیلومترمربع مساحت و ۸٬۷۷۳ نفر جمعیت دارد و ۱۶ متر بالاتر از سطح دریا واقع شده‌است.